# Titus Calpurnius Siculus
Titus Calpurnius Siculus var en romersk skald.
Siculus skrev under början av Neros regering sju ekloger (dels herdedikter, dels sånger till Neros ära i herdediktens form). Han efterbildade i sirliga verser och konstrik 
framställning, dock utan finare smak, Vergilius och Theokritos. Siculus imiterades i sin tur av Nemesianus.  